# Cimento Cauê
Cimento Cauê é uma marca de cimento pertencente à InterCement, empresa do grupo Mover Participações (antigo Camargo Corrêa). Foi fundada em 1953 na cidade de Pedro Leopoldo, em Minas Gerais. Em 1973, foi inaugurada sua segunda fábrica em Santana do Paraíso, também em Minas Gerais. Em 1997, o grupo Camargo Corrêa adquiriu esta empresa. Em 2003, foi inaugurada uma terceira fábrica na cidade de Ijaci, outro município em Minas Gerais. Em 2019, a fábrica de Pedro Leopoldo, onde a empresa teve suas origens encerrou suas atividades e a produção da marca, além de seus funcionários foram transferidos para a fábrica de Ijaci.